# Akers kommun
Akers kommun (norska: Aker kommune) var en kommun i Akershus fylke i sydöstra Norge. Kommunen omfattade de yttre delarna av nuvarande Oslo kommun. Staden Oslo (Christiania) utgjorde kommunens centralort men ingick inte i kommunen.
Namnet, från fornnordiskans akr, 'åker', är ursprungligen namnet på två gårdar, Store och Lille Aker, den förstnämnda vid nuvarande Gamla Akers kyrka.

## Administrativ historik

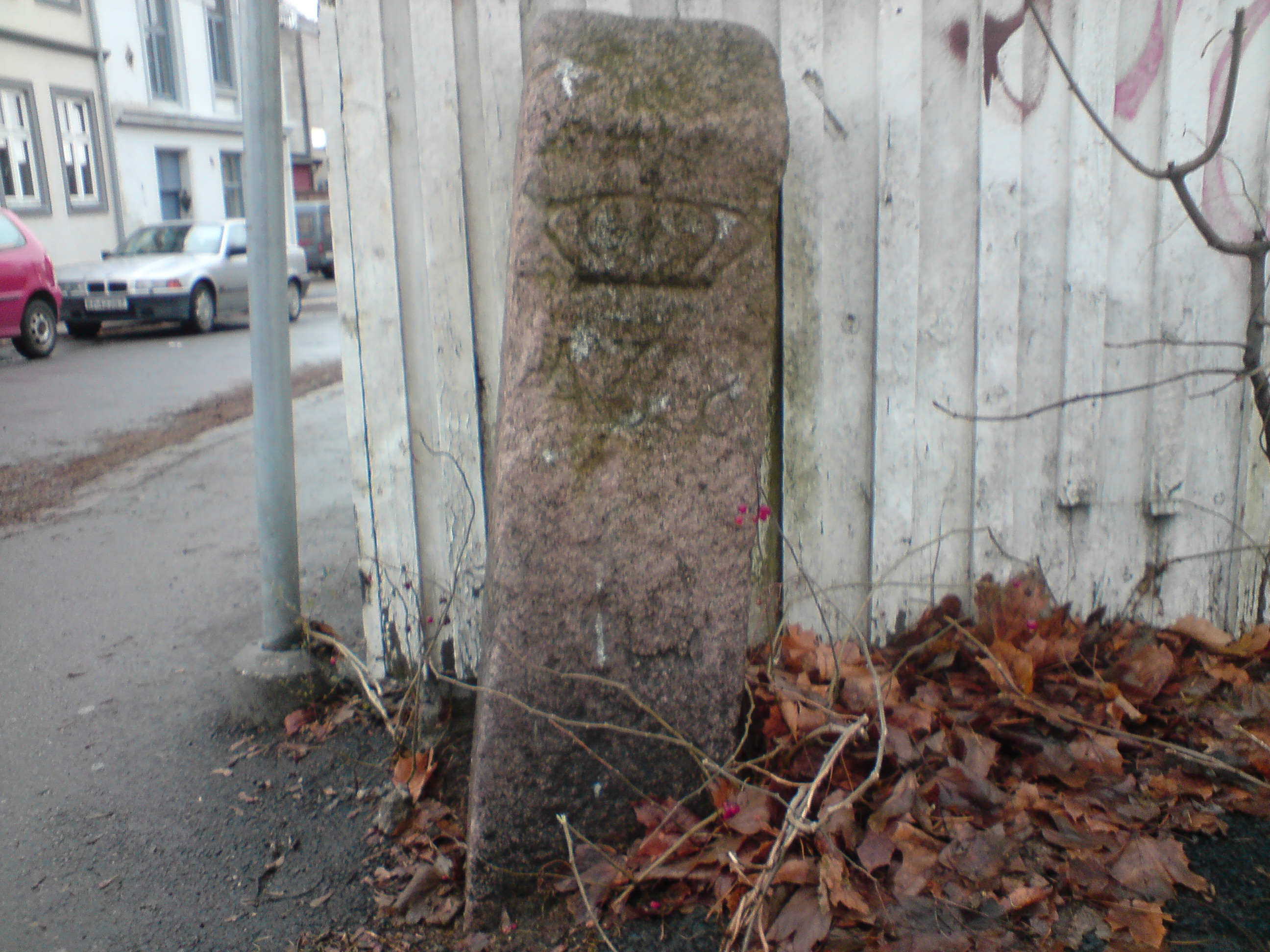
Gammal gränssten mellan Akers och Oslo kommuner.

Akers kommun upprättades den 1 januari 1838 (som Aker formannskapsdistrikt) när Formannskapslovene från 1837 trädde i kraft. Kommunen omslöt den dåvarande stadskommunen Oslo kommun helt och sträckte sig fram till 1858 ända in till Studenterlunden i väst, Hausmannsgate-Nybrua i norr och Akerselva i öster.
Mellan 1859 och 1947 genomfördes ett antal gränsregleringar med grannkommuner:
- 1 januari 1859: bebott område (9 551 invånare) till Oslo kommun
- 1 januari 1878: bebott område (18 970 invånare) till Oslo kommun
- 1937: obebott område (Sjursøya) till Oslo kommun
- 1946: obebott område (Etterstad) till Oslo kommun
- 1947: bebott område (40 invånare) till Oppegårds kommun

Den 1 januari 1948 gick Akers kommun upp i Oslo kommun. Kommunen omfattade då de fyra socknarna Ullern, Vestre Aker, Østre Aker och Nordstrand och hade 130 976 invånare på en yta av 437 kvadratkilometer, 27 gånger större än vad Oslo kommun då var. Efter sammanslagningen utgjorde den tidigare Akers kommuns område 96 procent av Oslo kommuns yta.

## Kända personer från Aker
- Lillebil Ibsen
- Gladys Raknerud